# Bastian Knittel
Bastian Knittel (Stoccarda, 8 agosto 1983) è un ex tennista tedesco.
Ottiene il suo best ranking in singolare il 13 settembre 2010 raggiungendo la 208ª posizione del ranking ATP. La qualificazione al primo turno della Mercedes Cup 2010 seguita dalla sconfitta da parte dello spagnolo Pablo Andújar rappresenta il miglior risultato raggiunto nella sua carriera.

## Singolare

### Vittorie (0)
| Legenda                   |
| Grande Slam (0)           |
| ATP World Tour Finals (0) |
| ATP Masters 1000 (0)      |
| ATP World Tour 500 (0)    |
| ATP World Tour 250 (0)    |
| Challengers (0)           |
| Futures (8)               |

| Numero | Data              | Torneo                                    | Superficie  | Avversario in finale | Punteggio     |
| 1.     | 19 settembre 2004 | Switzerland 2 Satellite W4 2004, Crissier | Terra rossa | Benjamin-David Rufer | 7–6(3), 6-3   |
| 2.     | 27 agosto 2006    | Iran F3 2006, Teheran                     | Terra rossa | Filip Polášek        | 6-3, 7-5      |
| 3.     | 22 ottobre 2006   | Germany 1 Satellite W3 2006, Kamen        | Cemento     | Louk Sorensen        | 4-3r          |
| 4.     | 27 settembre 2008 | Italy F32 2008, Olbia                     | Terra rossa | Giulio Di Meo        | 6-3, 6-0      |
| 5.     | 25 gennaio 2009   | Germany F3 2009, Kaarst                   | Sintetico   | Julian Reister       | 6-2, 6-4      |
| 6.     | 29 marzo 2009     | Croatia F3 2009, Parenzo                  | Terra rossa | Gabriel Moraru       | 3-6, 6-3, 6-2 |
| 7.     | 8 agosto 2009     | Germany F13 2009, Wetzlar                 | Terra rossa | Antonio Pastorino    | 7-5, 6-4      |
| 8.     | 24 gennaio 2010   | Germany F2 2010, Stoccarda                | Cemento     | Grzegorz Panfil      | 7–6(5), 6-1   |

### Sconfitte in finale
| Numero | Data              | Torneo                                           | Superficie  | Avversario in finale | Punteggio        |
| 1.     | 8 settembre 2002  | Italy 6 Satellite W3 2002                        | Terra rossa | Massimo Dell'Acqua   | 4-6, 1-6         |
| 2.     | 13 febbraio 2005  | Switzerland 1 Satellite W1 2005                  | Sintetico   | Michel Koning        | 6-4, 3-6, 2-6    |
| 3.     | 4 settembre 2005  | Switzerland 2 Satellite W1 2005                  | Terra rossa | Simone Vagnozzi      | 2-6, 6(3)–7      |
| 4.     | 21 maggio 2006    | Ukraine F1 2006, Illyichevsk                     | Terra rossa | Aleksandr Dolhopolov | 3-6, 2-6         |
| 5.     | 27 maggio 2006    | Ukraine F2 2006, Kiev                            | Terra rossa | Pavol Červenák       | 3-6, 4-6         |
| 6.     | 11 giugno 2006    | Ukraine F4 2006, Gorlovka                        | Terra rossa | Alexander Satschko   | 2-6, 3-6         |
| 7.     | 25 luglio 2006    | Austria F6 2006, Kramsach                        | Terra rossa | Thomas Schiessling   | 4-6, 3-6         |
| 8.     | 20 agosto 2006    | Germany F12 2006, Wahlstedt                      | Terra rossa | Alexandre Renard     | 3-6, 1-6         |
| 9.     | 18 novembre 2006  | Great Britain F18 2006, Sunderland               | Cemento     | Jean-Claude Scherrer | 7-5, 2-6, 4-6    |
| 10.    | 13 settembre 2009 | Germany F17B 2009, Kenn/Trier                    | Terra rossa | Marc Sieber          | 2-6, 4-6         |
| 11.    | 27 settembre 2009 | Bosnia & Herzegovina F5 2009, Mostar             | Terra rossa | Marc Sieber          | 5-7, 5-7         |
| 12.    | 18 aprile 2010    | Aberto de Tênis de Santa Catarina 2010, Blumenau | Terra rossa | Marcos Daniel        | 5-7, 7–6(5), 4-6 |

## Doppio

### Vittorie (0)
| Legenda doppio            |
| Grande Slam (0)           |
| ATP World Tour Finals (0) |
| ATP Masters 1000 (0)      |
| ATP World Tour 500 (0)    |
| ATP World Tour 250 (0)    |
| Challengers (0)           |
| Futures (6)               |

| Numero | Data            | Torneo                                 | Superficie  | Compagno       | Avversari in finale             | Punteggio     |
| 1.     | 8 luglio 2007   | Germany F8 2007, Kassel                | Terra rossa | Philipp Marx   | Marcello Craca Dieter Kindlmann | 6-4, 6-4      |
| 2.     | 14 luglio 2007  | Germany F9 2007, Römerberg             | Terra rossa | Andre Begemann | Dustin Brown Bruno Rodriguez    | 6-1, 4-6, 6-3 |
| 3.     | 3 gennaio 2009  | Brazil F35 2008, San Paolo del Brasile | Cemento     | Vasil Mladenov | Diego Matos Eladio Ribeiro Neto | 6-1, 6-2      |
| 4.     | 31 gennaio 2009 | Guatemala F1 2009, Città del Guatemala | Cemento     | Holger Fischer | Rafael Camilo Nicolas Santos    | 7–6(7), 6-1   |
| 5.     | 6 giugno 2009   | Poland F3 2009, Koszalin               | Cemento     | Martin Emmrich | Marcin Gawron Mateusz Kowalczyk | 7–6(6), 6-3   |
| 6.     | 10 luglio 2009  | Austria F4 2009, Vandans               | Terra rossa | Andre Begemann | Karel Triska Roman Vogeli       | 6-4, 6-4      |

### Sconfitte in finale
| Numero | Data             | Torneo                                                                                        | Superficie  | Compagno              | Avversari in finale                     | Punteggio           |
| 1.     | 24 gennaio 2009  | El Salvador F1 2009, La Libertad                                                              | Terra rossa | Holger Fischer        | Claudio Grassi Gaston-Arturo Grimolizzi | 6-3, 3-6, [10-12]   |
| 2.     | 14 novembre 2009 | Challenger Ciudad de Guayaquil 2009, Guayaquil                                                | Terra rossa | Andreas Haider-Maurer | Julio-Cesar Campozano Emilio Gómez      | 7–6(2), 3-6, [8-10] |
| 3.     | 23 gennaio 2011  | Internationaler Württembergische Hallenmeisterschaften um den Südwestbank-Cup 2011, Stoccarda | Sintetico   | Guido Tröster         | Martin Emmrich Gero Kretschmer          | 6-2, 3-6, [10-6]    |